# Kotzebue (Alaska)
Pour les articles homonymes, voir Kotzebue.
Kotzebue est une ville de l'État de l'Alaska, aux États-Unis, dans le Borough de Northwest Arctic.

## Nom de la ville
Le nom amérindien de Kotzebue est Kikiktagruk ou Qikiqtagruk, ce qui signifie « presque une île » en inupiaq, la langue des Iñupiat. La ville tire son nom actuel du détroit de Kotzebue, qui fut exploré par le Russe d'origine germano-balte Otto von Kotzebue en 1818 alors qu'il était à la recherche du passage du Nord-Ouest pour le compte de la Russie.

## Géographie
La ville de Kotzebue se situe sur un cordon littoral de graves au bout de la péninsule de Baldwin, dans le golfe de Kotzebue. La ville se trouve à 53 km au nord du cercle polaire arctique, sur la côte occidentale de l'Alaska. Elle est distante d’environ 50 km de Noatak, Kiana et d’autres villes plus petites.
Selon le Bureau du recensement des États-Unis, le territoire de la ville a une superficie de 74,2 km2, dont 4,3 km2 d'eau.

## Histoire
Il y a des témoignages archéologiques qui prouvent que des Inuits Iñupiat ont habité à Kotzebue dès le XVe siècle. En raison de sa situation, elle était un centre de rassemblement et de commerce pour l'ensemble de la région. Les rivières Noatak, Selawik et Kobuk débouchent en effet dans le Golfe de Kotzebue, créant naturellement un centre pour le transport. En plus des habitants des villages de l'intérieur de l'Alaska, des habitants de l'Extrême-Orient russe venait également commercer ici. Les fourrures, l'huile de baleine, les armes et les peaux de phoques faisaient partie des marchandises échangées. Les gens se rassemblaient également pour des compétitions telles que celles qui sont pratiquées actuellement dans le cadre des Olympiades mondiales des Indiens Esquimaux (World Eskimo-Indian Olympics, WEIO). Le centre de commerce prit de l'importance avec l'arrivée des chasseurs de baleines, chercheurs d'or, marchands et missionnaires.
En 1897, l'élevage du renne est introduit dans la région. Bien que l'Alaska ait déjà des caribous, la forme sauvage du renne, des rennes domestiqués sont importés d'Asie en Alaska. Deux ans plus tard, un bureau de poste ouvre dans la commune.

## Climat
| Mois                                  | jan.     | fév.     | mars     | avril    | mai      | juin    | jui.    | août    | sep.     | oct.     | nov.     | déc.     | année           |
| ------------------------------------- | -------- | -------- | -------- | -------- | -------- | ------- | ------- | ------- | -------- | -------- | -------- | -------- | --------------- |
| Température minimale moyenne (°C)     | −21,8    | −20,3    | −20,4    | −12,2    | −1,9     | 6,1     | 11      | 9,4     | 4,4      | −4,4     | −13,9    | −19,3    | −6,9            |
| Température moyenne (°C)              | −18,2    | −16,3    | −16,2    | −8       | 1,3      | 9,3     | 13,7    | 11,9    | 6,8      | −2,2     | −11,1    | −15,8    | −3,7            |
| Température maximale moyenne (°C)     | −14,6    | −12,3    | −12      | −3,8     | 4,6      | 12,5    | 16,3    | 14,3    | 9,3      | 0,1      | −8,2     | −12,3    | −0,5            |
| Record de froid (°C) date du record   | −48 1934 | −47 1968 | −50 1930 | −42 1943 | −28 1945 | −7 1948 | −1 1976 | −3 1902 | −11 1992 | −28 1975 | −38 1935 | −45 1935 | −50 1930        |
| Record de chaleur (°C) date du record | 4 2014   | 4 1989   | 6 2019   | 9 2017   | 23 1947  | 29 2013 | 29 1958 | 27 2021 | 21 1978  | 14 1904  | 4 2003   | 3 2017   | 29 1958 et 2013 |
| Précipitations (mm)                   | 15,7     | 21,6     | 13,2     | 14,2     | 11,2     | 15,2    | 40,6    | 54,1    | 36,1     | 27,2     | 20,8     | 18,5     | 288,5           |
| dont neige (cm)                       | 23,9     | 33,3     | 16,3     | 11,9     | 3        | 0       | 0       | 0       | 1,5      | 15       | 27,9     | 30,2     | 163,1           |
| Nombre de jours avec précipitations   | 9        | 10       | 7        | 7        | 7        | 6       | 11      | 14      | 12       | 12       | 10       | 10       | 113             |
| Humidité relative (%)                 | 72       | 70,2     | 71,1     | 76,3     | 81,2     | 81,8    | 80,7    | 81,2    | 79,2     | 79,1     | 76,5     | 73,7     | 76,92           |
| Nombre de jours avec neige            | 9        | 10       | 8        | 6        | 2        | 0       | 0       | 0       | 1,1      | 7        | 10       | 11       | 65,1            |

## Démographie
Selon le recensement de 2000, la ville comptait 656 familles, 889 foyers et 3 082 habitants, ce qui représente une densité de 44,1 hab./km2.
| Amérindiens                 | 71,19 |
| Blancs                      | 19,47 |
| Asiatiques                  | 1,82  |
| Noirs                       | 0,32  |
| Plusieurs ethnies déclarées | 6,36  |

| 1880 | 1910 | 1920 | 1930 | 1940 | 1950 |
| ---- | ---- | ---- | ---- | ---- | ---- |
| 200  | 193  | 230  | 291  | 372  | 623  |

| 1960  | 1970  | 1980  | 1990  | 2000  | 2010  |
| ----- | ----- | ----- | ----- | ----- | ----- |
| 1 290 | 1 696 | 2 054 | 2 751 | 3 082 | 3 201 |

## Transports
L'Aéroport Ralph Wien Memorial de Kotzebue est le seul aéroport du Borough de Northwest Arctic à avoir des liaisons commerciales régulières de et vers les aéroports d'Anchorage et de Nome.

## Culture
Le film Salmonberries (1991) a en partie été tourné à Kotzebue.